# Tiếng Xinh Mun
Tiếng Xinh Mun (Ksingmul, Puộc, tiếng Trung Quốc: 欣门语) là một ngôn ngữ thuộc ngữ chi Khơ Mú nói bởi người Xinh Mun của Việt Nam và Lào.

## Phương ngữ
Jerold Edmondson (2010: 144), trích dẫn Đặng Nghiêm Vạn và những người khác (1972: 254 ff.), liệt kê 3 phương ngữ Xinh Mun chính. Trong đó, phương ngữ Xinh Mun Nghệt là nguyên thủy nhất.
- Xinh Mun Ngệt: xã Nà Nghệt, huyện Xiêng Khọ, Sầm Nưa (tỉnh Houaphan), Lào
- Xinh Mun Dạ: xã Chiềng On, huyện Yên Châu, tỉnh Sơn La, Việt Nam
- Xinh Mun Đồng

## Ngữ âm
Nguồn:
|          |           | Môi | Lợi | Ngạc cứng | Ngạc mềm | Thanh hầu |
| -------- | --------- | --- | --- | --------- | -------- | --------- |
| Mũi      | Mũi       | m   | n   | ɲ         | ŋ        |           |
| Tắc      | thường    | p   | t   | c         | k        | ʔ         |
| Tắc      | bật hơi   | pʰ  | tʰ  |           | kʰ       |           |
| Tắc      | hữu thanh | b   | d   |           | g        |           |
| Xát      | vô thanh  |     | s   |           |          | h         |
| Xát      | hữu thanh |     | zʲ  |           |          |           |
| Tiếp cận | Tiếp cận  | w   | l   |           |          |           |

|          | Trước | Giữa | Sau |
| -------- | ----- | ---- | --- |
| Đóng     | i     | ɨ    | u   |
| Đôi      | iə    | ɨə   | uə  |
| Nửa đóng |       | ə    | o   |
| Nửa mở   | ɛ     |      | ɔː  |
| Mở       |       | ä    |     |

Tất cả các nguyên âm đơn đều có thể là dài hoặc ngắn ngoại trừ /ɔː/ chỉ có thể là dài.